# Abril Alcalá Padilla
Abril Alcalá Padilla (San Pedro Tlaquepaque, Jalisco, 28 de abril de 1979) es una política mexicana, que ha sido diputada federal de 2018 a 2012.

## Biografía
Es licenciada en Estudios Internacionales egresada de la Universidad de Guadalajara, tiene una maestría en Asuntos Internacionales con especialidad en Desarrollo Económico y Político por la Universidad de Columbia y otra en Pensar y Gobernar las Sociedades Complejas por la Universidad Autónoma de Barcelona, así como un doctorado en Ciencia Política y de la Administración con especialización en Políticas Públicas y Educación, en la misma institución barcelonesa.
Es hermana de Leobardo Alcalá Padilla académico y directivo de la Universidad de Guadalajara, y prima de Raúl Padilla López, José Trinidad Padilla López y Tonatiuh Bravo Padilla, quienes han ejercido la rectoría de dicha universidad.
Miembro activo del Partido Revolucionario Institucional hasta 2018, en dicho partido fue colaboradora en el Comité Ejecutivo Nacional del Movimiento Nacional Tecnológico Universitario, de la Fundación Colosio, y secretaria de Vinculación con la Sociedad Civil del comité estatal en Jalisco. También fue vicepresidenta de la agrupación Hagamos.
De 2004 a 2005 fue secretaria técnica de la presidencia de la Universidad de Guadalajara, de 2011 a 2015 fue jefe de la Unidad de Investigación y Política Educativa del Centro de Estudios Estratégicos para el Desarrollo de Jalisco y 2014 asesora en la Secretaría de Educación del Distrito Federal. En 2015 fue candidata del PRI a diputada federal por el Distrito 6 de Jalisco, no habiendo logrado el triunfo, que correspondió a su competidora por Movimiento Ciudadano, Mirza Flores Gómez. De 2016 a 2018 fue vicepresidenta ejecutiva de la Fundación Universidad de Guadalajara-USA.
En 2018 fue candidata de la coalición Por México al Frente a diputada federal por el distrito 8 de Jalisco, logrando el triunfo para la LXIV Legislatura y en la que fue integrante del grupo parlamentario del Partido de la Revolución Democrática (PRD) y secretaria de las comisiones de Cultura y Cinematografía; y, de Educación; así como integrante de la comisión de Ciencia, Tecnología e Innovación.
Se separó de la diputación mediante licencia entre el 4 de abril y el 10 de junio de 2021 para ser candidata a diputada local por el partido Hagamos en el distrito 8 local, no logrando ser elegida.